# Leptotila conoveri
La paloma montaraz de Tolima, paloma montaraz parda, paloma de Tolima, tórtola tolimense o caminera tolimense (Leptotila conoveri)  es una especie de ave columbiforme perteneciente a la familia Columbidae.De aproximadamente 25 cm de longitud, se  alimenta de  granos y pequeños invertebrados. Posee pico delgado, y coronilla gris, alas cafés y cuerpo blanquecino. Es endémica de Colombia, de la cordillera central, entre 1800 y 2500 msn.

## Distribución y hábitat
Se encuentra en  Colombia. Su hábitat natural son los bosques húmedos de montaña subtropicales o tropicales. Está considerada en peligro de extinción por la pérdida de hábitat.